# Дюран, Юрсен
Юрсен Дюран (фр. Ursin Durand; 20 мая 1682, Тур — 31 августа 1771, Париж) — французский историк, монах-бенедиктинец.

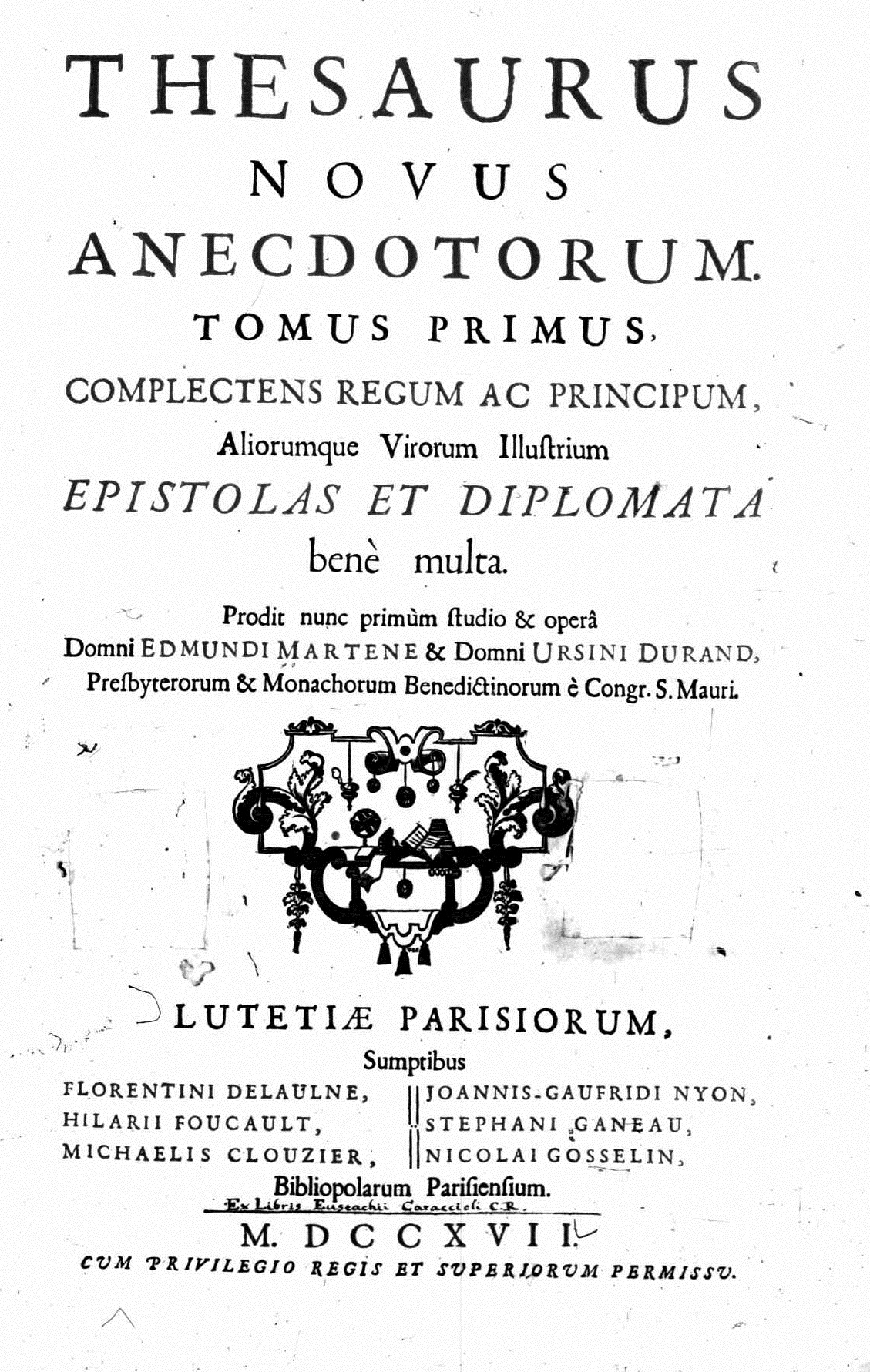
Thesaurus novus anecdotorum, 1717

Наиболее значительная страница в деятельности Дюрана — его 15-летняя совместная работа с другим учёным монахом Эдмоном Мартеном. Вдвоём Мартен и Дюран отправились в 1709 г. в исследовательскую поездку по монастырям Франции, собирая редкие исторические документы. Изучив архивы около 800 аббатств и примерно 100 кафедральных соборов, они вернулись в 1713 г. в монастырь Сен-Жермен-де-Пре. Часть собранных документов вошла в новое издание сборника «Gallia Christiana», оставшиеся составили собственную книгу двух братьев «Thesaurus novus Anecdotorum» (Париж, 1717, в 5 томах). В 1718 г. Мартен и Дюран отправились в аналогичное путешествие по Германии и Нидерландам, собирая материалы для книги «Rerum Gallicarum et Francicarum Scriptores» Мартена Буке. Вернувшись, они опять-таки не только пополнили множеством ценных материалов чужой труд, но и опубликовали оставшееся в девяти томиках под названием «Veterum scriptorum et monumentorum historicorum, dogmatiorum et moralium amplissima collectio» (Париж, 1724—1733). Кроме того, после каждой из поездок Мартен и Дюран выпустили по книжке путевых записок и воспоминаний: «Voyage littéraire de deux Religieux Bénédictins de la Congrégation de St. Maur» (первый том 1717, второй 1724).
Кроме того, Дюран работал вслед за Мором Дантином над хронологическим сводом «Искусство проверять даты исторических событий» (фр. «Art de vérifier les dates des faits historiques, des chartes, des chroniques, et autres anciens monuments, depuis la naissance de Notre-Seigneur...»), внёс вклад в ряд других научных начинаний бенедиктинцев.